# Товариство св. Андрея
Товариство св. Андрея — товариство священиків львівської архієпархії УГКЦ, засноване 1930 року і затверджене митрополитом Андреєм Шептицьким 1931 року.

## Діяльність
Влаштовувало реколекції для своїх членіав і місії для народу. Видавало церковний устав і душпастирський календар тощо. Головою товариства був весь час отець Юліян Дзерович. Перестало існувати 1939 року.